# ستيفن تومسون (كرة سلة)
ستيفن تومسون (بالإنجليزية: Stephen Thompson)‏ مواليد 2 ديسمبر 1968 في لوس أنجلوس، هو مدرب كرة سلة أمريكي ولاعب سابق. يبلغ طوله 6 قدم 4 بوصة (1.9 م). حقق المركز الأول في الألعاب الجامعية الصيفية 1989. لعب مع أورلاندو ماجيك وسكرامنتو كينغز.

## الميداليات
| الميدالية | المسابقة                      |
| --------- | ----------------------------- |
| ذهبية     | الألعاب الجامعية الصيفية 1989 |

## روابط خارجية
- ستيفن تومسون على موقع الاتحاد الدولي لكرة السلة (الإنجليزية)
- ستيفن تومسون على موقع إن بي أي (الإنجليزية)
- ستيفن تومسون على موقع سبورتس رفرنس (الإنجليزية)
- ستيفن تومسون على موقع كرة السلة الأوروبية.كوم (الإنجليزية)
- ستيفن تومسون على موقع كلية كرة السلة في سبورتس رفرنس.كوم (الإنجليزية)
- ستيفن تومسون على موقع ريلجم (الإنجليزية)
- ستيفن تومسون على موقع بروبوليرز (الإنجليزية)